# Южный киви
Южный ки́ви, или бурый киви, или обыкновенный киви (лат. Apteryx australis) — нелетающая птица из рода Apteryx семейства Apterygidae отряда кивиобразных (Apterygiformes). Местное маорийское название южного киви — Tokoeka.

## Общая характеристика
Южный киви — эндемик Новой Зеландии — встречается на западном побережье Южного острова и на острове Стьюарт. Как и остальные представители отряда, этот вид живёт в густых сырых лесах и ведёт ночной образ жизни.
Южный киви достигает длины 50—65 см; самки весят от 2060 до 3850 г. Самцы же заметно мельче и весят от 1440 до 3060 г. У самок более длинный клюв (130—205 мм), чем у самцов (110—155 мм). Оперение сероватое.
Занесён в международную Красную Книгу со статусом уязвимый (англ. Vulnerable).

## Размножение
В кладке одно-два яйца, редко три. Яйцо южного киви самое крупное по сравнению с яйцами других видов киви и весит до 450 г, около 1/4 массы самой птицы. Насиживают яйца как самцы, так и самки. У киви острова Стьюарт, которые живут не парами, а небольшими стабильными группами, насиживанием яйца занимаются не только самец и самка, но и другие птицы из группы.

## Классификация
Ранее различали два подвида — Apteryx australis mantelli на Северном острове и более мелкий Apteryx australis australis на западном побережье Южного острова. По результатам новейших исследований митохондриальной ДНК, экологии, распространения и поведения этого вида киви было выдвинуто предположение, что это не один, а три разных вида. Птицам Северного острова определён статус самостоятельного вида — северный киви (A. mantelli). Небольшая (всего 200—250 птиц) популяция, обитающая в лесу Окарито на Южном острове, в 2003 году была выделена в отдельный вид — Apteryx rowi.
По современной классификации выделяют два подвида:
- Apteryx australis australis Shaw, 1813 — западное побережье Южного острова,
- Apteryx australis lowryi Rothschild, 1893 — остров Стьюарта.

## Генетика
Кариотип: 80 хромосом (2n).
Молекулярная генетика
- Депонированные нуклеотидные последовательности в базе данных EntrezNucleotide, GenBank, NCBI, США: 231 Архивная копия от 18 мая 2016 на Wayback Machine[9] (по состоянию на 18 февраля 2015).
- Депонированные последовательности белков в базе данных EntrezProtein, GenBank, NCBI, США: 177[9] (по состоянию на 18 февраля 2015).